# Хмельницкий, Борис Алексеевич
Бори́с Алексе́евич Хмельни́цкий (27 июня 1940, Ворошилов — 16 февраля 2008, Москва) — советский и российский актёр театра и кино, композитор, в 1964—1982 годах — актёр Театра на Таганке. Народный артист Российской Федерации (2001). Советский секс-символ 1970-х — 1980-х.

## Биография
Борис Хмельницкий родился 27 июня 1940 года в городе Ворошилов Приморского края, в семье работника государственной безопасности. По национальности — украинец.
В 1961 году Хмельницкий окончил Львовское музыкальное училище. Приехав в Москву, пробовал поступать во ВГИК, но провалился уже в первом туре. Благодаря помощи Вольфа Мессинга, с которым дружила семья Хмельницких, ему удалось поступить в Высшее театральное училище имени Б. В. Щукина (так как Борис Хмельницкий заикался, в Щукинском театральном училище он иногда даже экзамены письменно сдавал — говорить не мог).
В 1966 году окончил Театральное училище им. Б. В. Щукина (курс А. А. Орочко). Уже на третьем курсе Щукинского училища, с 1964 года, Борис участвовал в спектаклях Московского театра на Таганке. Первой учебной постановкой был впоследствии спектакль Театра на Таганке «Добрый человек из Сезуана». В этом театре он прослужил до 1982 года. За доброту и отзывчивость в театре его называли Бэмби.
В 1991 году, в дни путча ГКЧП, Хмельницкий вместе с М. Л. Ростроповичем, С. С. Говорухиным, А. С. Пашутиным и другими забаррикадировался в Белом доме.
В 1999 году вместе с другими известными артистами Хмельницкий принял участие в проекте Виктора Мережко и композитора Евгения Бедненко «Поют звёзды театра и кино», где с успехом выступил как исполнитель песен. Итогом проекта стали концерты и музыкальный диск «А снег в России повалил», который Хмельницкий записывал в течение трёх лет. Альбом был выпущен в США и продублирован «Радио МПС».
В 1982 году Борис Хмельницкий ушёл из Театра на Таганке по причине того, что сначала был введён Юрием Любимовым в спектакль «Мастер и Маргарита» на роль Воланда, которую к тому времени уже пять лет играли Вениамин Смехов и Всеволод Соболев, а затем внезапно снят с этой роли. Однако, покинув театр, Хмельницкий сохранил хорошие отношения как с Любимовым, так и со всеми актёрами.
В 2001 году Борису Хмельницкому было присвоено звание народного артиста России. Он — один из немногих, который получил это звание, минуя «заслуженного». Когда в 2000 году, к 60-летию Бориса Хмельницкого, его коллеги подали прошение о присвоении юбиляру звания заслуженного артиста России и бумага попала на подпись к президенту Российской Федерации, Владимир Путин лично исправил «заслуженного» на «народного».

Могила Хмельницкого на Кунцевском кладбище Москвы

После смерти Владимира Высоцкого Борис Хмельницкий стал организатором ежегодных вечеров его памяти, постоянно выступал с концертами. Благодаря его настойчивости в Москве, у Петровских ворот, Высоцкому был поставлен памятник. Незадолго до собственной смерти Хмельницкий, который был мастером спорта по бильярду, организовал турнир памяти Высоцкого и сам занял в нём почётное второе место.
Борис Хмельницкий скончался от рака предстательной железы 16 февраля 2008 года в 10:30. Похоронен 18 февраля 2008 года на Кунцевском кладбище Москвы.
В 2008 году, уже после его смерти, сестра актёра Луиза Хмельницкая выпустила к дате его дня рождения компакт-диск «Ангел мой…», в котором они поют дуэтом песни на её музыку.

### Семья
Был женат на актрисе Марианне Вертинской и прожил с ней три года. В браке в январе 1978 года родилась дочь Дарья Хмельницкая, впоследствии ставшая актрисой, а затем дизайнером.
Второй супругой Хмельницкого была Ирина Гончарова — профессиональный психолог-консультант, но брак с ней оказался столь же скоротечным.
У Бориса Хмельницкого есть также внебрачный сын Алексей, окончивший финансовый колледж в Лондоне.

## Творчество

### Роли в Театре на Таганке
- «Добрый человек из Сезуана» Б. Брехта — торговец коврами
- «Десять дней, которые потрясли мир» по Дж. Риду — народоволец
- «Три сестры» А. П. Чехова — Вершинин
- «Послушайте!» по В. Маяковскому — Маяковский
- «Мастер и Маргарита» по М. А. Булгакову — Воланд (эту роль Борис Хмельницкий играл поочерёдно с Вениамином Смеховым, пока не был снят с неё)[19]
- «Преступление и наказание» по Ф. М. Достоевскому — Разумихин
- «Жизнь Галилея» Б. Брехта — Галилео Галилей
- «Пугачёв» Сергея Есенина — Крямин

### Роли в кино
- 1966 — Кто вернётся — долюбит — поэт-солдат
- 1967 — Софья Перовская — Николай Кибальчич
- 1967 — Война и мир — адъютант отца Пьера Безухова
- 1968 — Журавушка — эпизод
- 1968 — Вечер накануне Ивана Купала — батрак Петро
- 1969 — Красная палатка — Вилье́ри
- 1970 — Князь Игорь — князь Игорь Святославич
- 1970 — Обыкновенная история — граф Новинский
- 1971 — И был вечер, и было утро… — Владимир Полевой, поручик, адъютант
- 1971 — Пой песню, поэт… — дядька Есенина
- 1972 — Наперекор всему — Никанор
- 1972 — Петерс — анархист Кустинский
- 1975 — Стрелы Робин Гуда — Робин Гуд
- 1977 — Ненависть — офицер
- 1977 — Свидетельство о бедности — «Крест»
- 1978 — Море — эпизод
- 1979 — Антарктическая повесть — Дугин
- 1979 — Дикая охота короля Стаха — Ворона
- 1979 — Человек меняет кожу — Кристаллов
- 1979 — Савраска — Капитан
- 1980 — Юность Петра — стрелец Кузьма Чёрмный
- 1980 — В начале славных дел — стрелец Кузьма Чёрмный
- 1981 — Лесная песня. Мавка — Перелесник
- 1981 — Чёрный треугольник — анархист Ритус
- 1982 — Баллада о доблестном рыцаре Айвенго — Робин Гуд
- 1983 — Комический любовник, или Любовные затеи сэра Джона Фальстафа — виконт
- 1983 — Пароль — «Отель Регина» — Ларионов
- 1985 — Чёрная стрела — лорд Томас Грей
- 1985 — Жизнь и бессмертие Сергея Лазо — Попов
- 1985 — В поисках капитана Гранта — капитан Гарри Грант
- 1986 — Перехват — таксист-хулиган в аэропорту
- 1987 — Войдите, страждущие! — Гелий
- 1987 — Десять дней, которые потрясли мир — аккордеонист
- 1988 — Приключения Квентина Дорварда, стрелка королевской гвардии — цыган Хайраддин
- 1988 — Трагедия в стиле рок — друг Дмитрия Бодрова
- 1989 — Без надежды надеюсь — друг Дмитрия Бодрова
- 1989 — Султан Бейбарс — султан Кутуз
- 1989 — Комедия о Лисистрате — спартанский посол
- 1989 — Этюды о Врубеле — Семён Гайдук
- 1991 — Караван смерти — главарь
- 1992 — Убийство в Саншайн-Менор — Джо Алекс
- 1993 — Бегущий по льду — Орхан
- 1993 — Месть пророка — Дэниэл Перкинс
- 1993 — Гетманские клейноды — Андрей Заграва
- 1994 — Джонатан — друг медведей — Линч, наёмник
- 1995 — Весёленькая поездка — бородач
- 1996 — Карьера Артуро Уи. Новая версия — Xук
- 1997 — Моцарт в Петербурге (короткометражный)
- 1997 — Роксолана 2 — князь Карнар
- 1997 — Война окончена. Забудьте... — камео
- 1998 — Седьмой перстень колдуньи
- 1999 — Одна любовь души моей — Александр Поджио
- 1999 — На углу, у Патриарших-2 — Потоцкий
- 2001 — Семейные тайны — Ребров
- 2002 — Моя граница —  Резвон
- 2003 — Каждый взойдёт на Голгофу —  «Барон»
- 2004 — Чёрный принц — игрок в карты
- 2005 — Сага древних булгар. Лествица Владимира Красное Солнышко — Святослав Игоревич; шведский король Эрик
- 2006 — Тюрьма особого назначения — Коля Архангельский
- 2007 — Одна любовь души моей — Александр Поджио, главная роль
- 2009 — Тарас Бульба — Бородатый (премьера фильма состоялась после смерти актёра; роль озвучил Никита Джигурда)

### Дискография
- 2000 — Борис Хмельницкий, «А снег в России повалил»[20]
- 2008 — Борис и Луиза Хмельницкие, «Ангел мой…»[19]
- 2009 — Борис и Луиза Хмельницкие, «Мне знакомо это чувство…»

## Награды
- Медаль «Защитнику свободной России» (1 августа 1996 года) — за исполнение гражданского долга при защите демократии и конституционного строя 19—21 августа 1991 года[21].
- Народный артист Российской Федерации (6 сентября 2001 года) — за большие заслуги в области искусства[4].